# Rhi Jeffrey
Rhi Jeffrey (n. 25 octombrie 1986, Delray Beach, Florida, SUA) este o înotătoare ce a reprezentat Statele Unite ale Americii, medaliată olimpică. A participat la o ediție a Jocurilor Olimpice (2004) în care a câștigat două medalii de aur.